# Juan Cuadrado
Cuadrado  Bello est un nom espagnol. Le premier nom de famille, en général paternel, est Cuadrado ; le second, en général maternel, souvent omis, est Bello.
Juan Guillermo Cuadrado Bello, né le 26 mai 1988 à Necoclí (Colombie), est un footballeur international colombien qui évolue au poste de latéral droit ou d'ailier droit au Pise SC. Il possède également la nationalité italienne.
Il a dans un premier temps été latéral droit puis au cours de la saison 2013-2014, Il exprime ses qualités de sprinteur et de dribbleur en jouant plus haut sur le terrain. Joueur polyvalent il alterne depuis entre le poste d'ailier et d'arrière droit.
Avec l'équipe de Colombie, il termine troisième de la Copa América en 2016 et 2021.

## Biographie

### Carrière en club

#### Independiente Medellín (2008-2009)
Il a débuté le 1er janvier 2008 à l'Independiente Medellin, son premier club professionnel. Il a disputé 32 matchs et marqué deux buts pour lesquels il a très vite attiré l'attention des clubs étrangers et en 2009 l'Udinese en Italie a été l'institution qui l'a emmené sur le Vieux Continent.

#### Udinese (2009-2012)
Juan Guillermo Cuadrado arrive en Europe en 2009 à l'Udinese. Il est prêté pour la saison 2011-2012 à l'US Lecce et il est vendu la saison suivante à l'ACF Fiorentina pour la somme de 5 millions d'euros.

#### ACF Fiorentina (2012-2015)
Après des performances moyennes lors des exercices précédents, Juan Cuadrado explose lors de la saison 2013-2014 en Série A et éclabousse le Calcio de tout son talent balle au pied. Il inscrit —-buts lors de cette saison dont —- en 2 matchs de championnat, 10 en Ligue Europa et 3 en Coupe d'Italie et distille en plus —- passes décisives en championnat. En plus de ses talents de dribbleur, le Colombien possède une grosse frappe de balle. —- de ces —- buts ont d'ailleurs été marqué depuis l’extérieur de la surface de réparation. « La Vespa » est coutumier des jolis buts et a d'ailleurs inscrit un lob magnifique face au Chievo à la suite d'un une-deux avec Daniele Pizarro.
Il avait la particularité d'être codétenu par l'ACF Fiorentina et l'Udinese Calcio, ce qui compliquais un éventuel transfert. Le 19 juin 2014, la Viola débourse 15 millions d'euros afin de pouvoir disposer pleinement des droits du joueurs.

#### Chelsea (2015-2017)

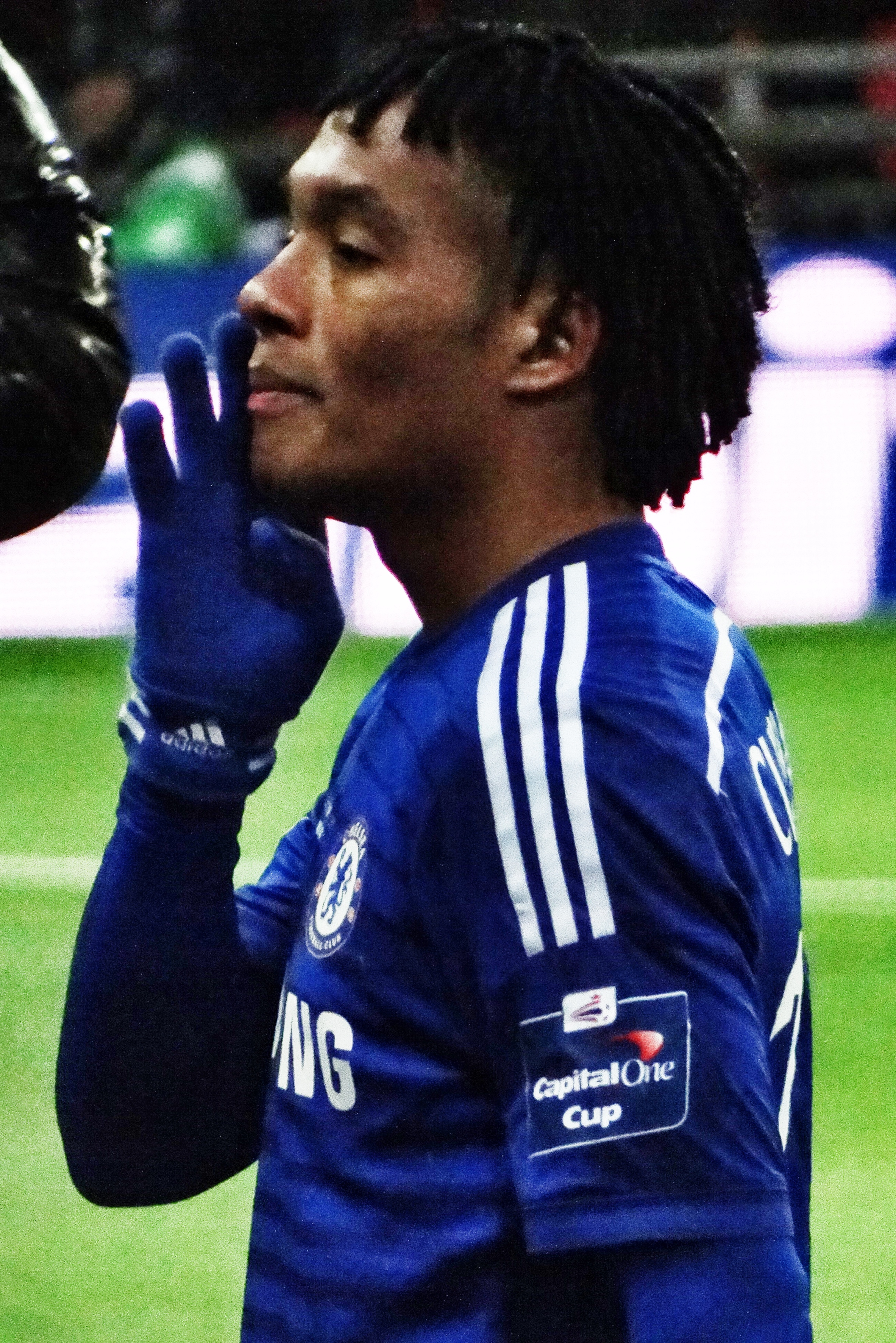
Cuadrado avec Chelsea en 2015 lors de la finale de la Coupe Capital One

À la suite de son excellente prestation en Coupe du monde 2014, beaucoup de clubs veulent s'acheter les services de l'arrière droit colombien, comme Manchester United, mais également le Barça comme ailier droit.
Finalement, le 2 février 2015, il rejoint Chelsea pour quatre ans et demi contre un chèque de 36 millions d'euros pour pallier le départ d'André Schürrle à Wolfsburg.
Après six mois passé sur le banc de touche, le 23 août 2015, les médias italiens annoncent un accord pour le prêt de Cuadrado à la Juventus.

#### Juventus (2015-2023)
Le 25 août 2015, il est officiellement prêté par Chelsea à la Juventus dans le cadre d'un prêt payant d'1,5 million d'euros et d'une option d'achat de 24 millions d'euros. Il fait ses débuts en ligue des champions avec son nouveau club le 15 septembre 2015 au poste de meneur de jeu, et participe à la victoire 2-1 de son équipe.
Le 31 août 2016, Cuadrado est une nouvelle fois prêté au club turinois, cette fois pour une durée de trois ans moyennant 5 millions d'euros par an, l'accord incluant une nouvelle option d'achat à 25 millions d'euros de laquelle est retirée le coût de chaque année de prêt écoulée.

#### Inter Milan (2023-2024)
Le 19 juillet 2023, Cuadrado a rejoint l'Inter Milan avec un contrat d'un an,,. En décembre 2023, Cuadrado a subi une blessure au tendon d'Achille nécessitant une intervention chirurgicale. Sa blessure a été opérée à Turku, en Finlande, par le chirurgien Lasse Lempainen à la fin du mois de décembre 2023,.

#### Atalanta (2024-)
Le 26 août 2024, Cuadrado a rejoint Atalanta,,, un autre club de Serie A, en tant qu'agent libre avec un contrat d'un an.

### Sélection nationale

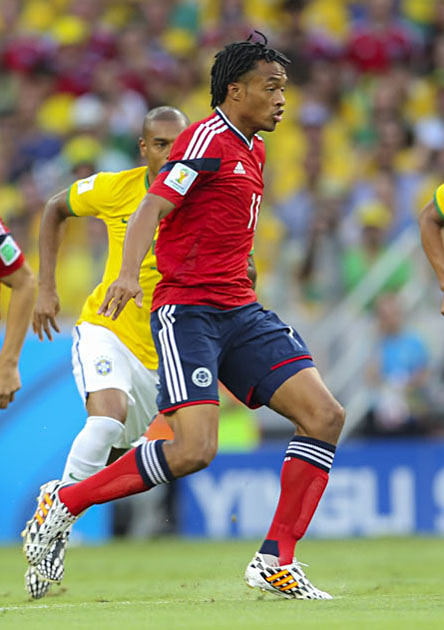
Cuadrado avec la Colombie lors de la Coupe du monde 2014.

Il a fait ses débuts avec l'équipe de Colombie avec un match amical contre le Venezuela en 2010. Il ouvre le score pendant ce match.
Il a disputé la Copa América 2011 mais reste la quasi-totalité sur le banc, disputant seulement le troisième match de poules face à la Bolivie.
La Colombie entame sa Coupe du monde 2014 contre la Grèce. Durant le match, Cuadrado est l'auteur de deux passes décisives, et les « Cafeteros » battent les Grecs (3-0). Les Colombiens s'imposent 2-1 contre la Côte d'Ivoire : Cuadrado a déposé un corner sur la tête de James Rodríguez et signe là sa troisième passe décisive. Les coéquipiers de « La Vespa » sont déjà qualifiés pour les huitièmes de finale avant même de jouer leur troisième match face au Japon. Les adversaires potentiels des « Cafeteros » se trouvent dans le groupe composé de l'Italie, du Costa Rica, de l'Uruguay et de l'Angleterre. Lors du match face au Japon, Cuadrado ouvre le score sur penalty et inscrit là son premier but en Coupe du monde. Les Sud-américains s'imposent finalement 4 buts à 1. La Colombie s'impose 2 buts à 0 face à l'Uruguay en huitièmes de finale, grâce à un doublé de James Rodríguez. Juan Guillermo signe sa quatrième passe décisive en effectuant une remise de la tête sur le 2e but du monegasque. Après un match perdu 2-1 contre le Brésil en quarts de finale, les Cafeteros sont éliminés. Cuadrado fini meilleur passeur de la compétition.
Après une excellente performance en coupe du monde, il a été sélectionné pour la Copa América 2015 et 2016 mais éliminée successivement en quart de finale contre l'Argentine et le Chili.
Lors des éliminatoires de la Coupe du monde 2018, Cuadrado devient un pilier fondamental, étant l'une des figures les plus importantes sur le terrain avec des projections, de la vitesse et un déséquilibre sur l'aile droite. Il a marqué un but contre l'Équateur et effectué trois passes décisives, lors des matchs contre le Pérou, l'Équateur et l'Uruguay. Lors de la Coupe du monde en Russie, il marque un but contre la Pologne et délivre une passe décisive en huitième de finale pour Yerry Mina à la 90e minute de jeu face à l'Angleterre alors que la Colombie est menée. Toutefois, son équipe est éliminée lors des tirs au but face aux Anglais. Son échec est répété puisqu'à la Copa América 2019, il est également sorti lors de ces séances face à la Chili.
En juin 2021, il a été inclus dans l'équipe de Colombie pour la Copa América 2021 au Brésil.

## Style de jeu

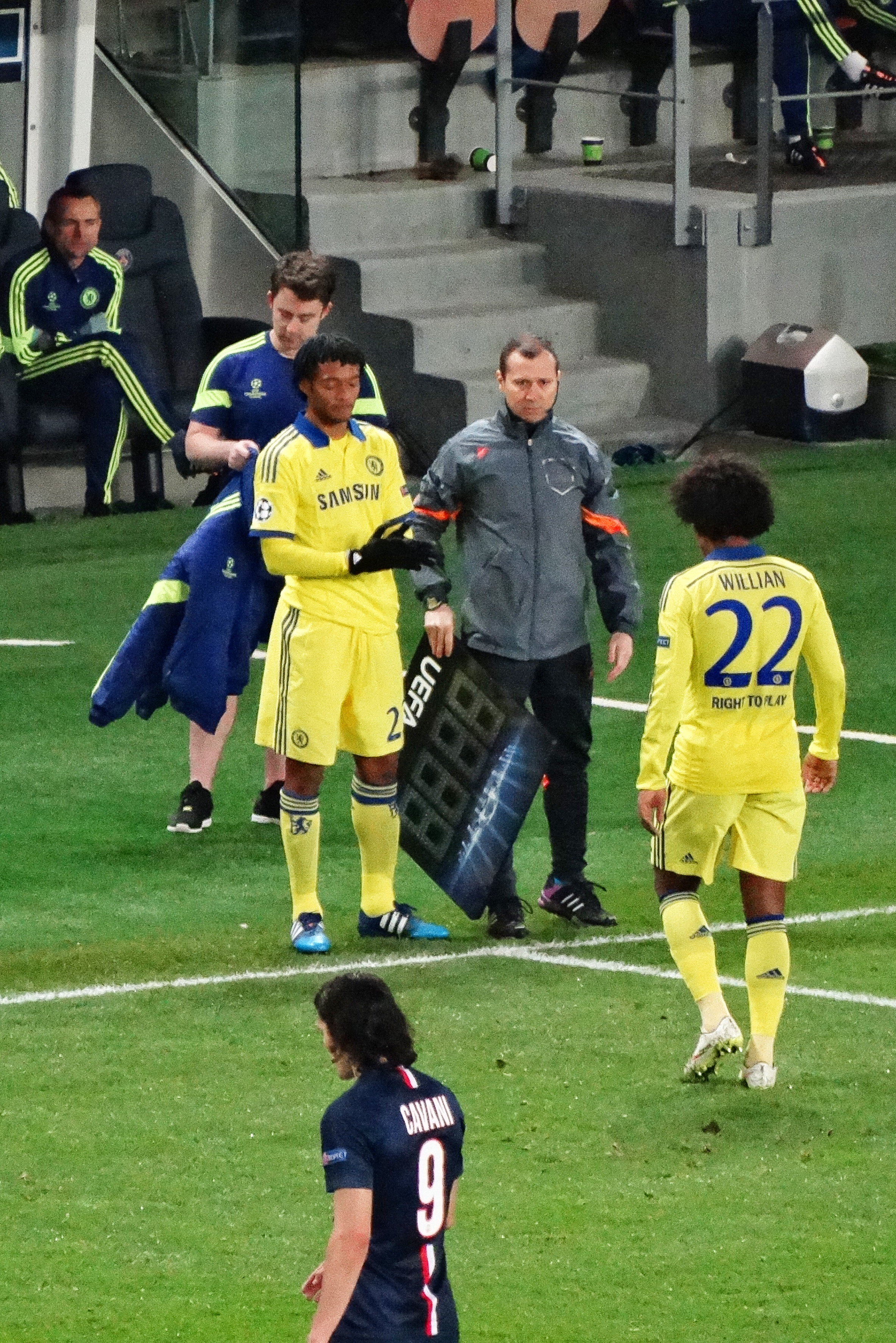
Cuadrado remplaçant de Willian, jouant pour Chelsea contre le PSG en Ligue des champions de l'UEFA.

Cuadrado est connu pour son style de jeu direct et offensif le long du flanc droit, et il est capable à la fois de marquer des buts lui-même grâce à sa capacité à frapper de loin, ainsi que de créer des occasions de marquer pour ses coéquipiers. Il peut jouer à la fois en tant que milieu de terrain latéral, ou en tant qu'ailier dans une trident d'attaque, en raison de sa capacité à faire des courses offensives le long de la ligne de touche. Il utilise souvent sa vitesse, son flair et ses compétences techniques pour dépasser les adversaires en situation de un contre un et créer de l'espace et du temps pour lui permettre de tirer au but, ou de délivrer des centres pour les attaquants dans la surface. En raison de son style de jeu, qui implique fréquemment de prendre les arrières latéraux sur le flanc, puis de courir vers la ligne de touche pour délivrer des balles dans la zone, il a été qualifié de l'un des rares milieux de terrain latéraux « traditionnels » dans le jeu actuel,,,,,,,.
Tim Vickery, un journaliste spécialisé dans le football sud-américain, a déclaré que les joueurs défensifs de la Colombie jouaient près du but afin de couvrir le vétéran défenseur central Mario Yepes, la vitesse, l'agilité, la créativité et la capacité de dribble de Cuadrado sur l'aile droite ont fait progresser l'équipe lors de la Coupe du monde 2014. Vickery a également ajouté que, en plus de son rôle principal sur l'aile, Cuadrado excelle également en tant que latéral droit offensif ou arrière latéral, grâce à son énergie, à son taux de travail élevé, ainsi qu'à ses autres qualités susmentionnées ; il a également été utilisé dans cette position plus récemment à la Juventus, sous les ordres des entraîneurs Massimiliano Allegri,,,, Maurizio Sarri, et Andrea Pirlo. Joueur polyvalent, il est également capable de jouer à gauche, une position qui lui permet de couper vers le centre et de tirer au but avec son pied droit plus fort. Au début de sa carrière, il a été initialement déployé en tant que milieu de terrain central ou défensif, et a même été déployé comme attaquant ou avant-centre, ; il est également capable de jouer en tant que milieu de terrain offensif, ou même en tant qu'attaquant de soutien à l'occasion,,, et il a même été utilisé comme milieu de terrain central plus offensif à l'occasion, dans le rôle de mezzala en italien (qui se traduit littéralement par "demi-ailier").
Malgré son talent et sa capacité, la prise de décision et la lecture du jeu de Cuadrado ont été critiquées à certains moments dans les médias, ; de plus, il a également été critiqué à certains moments par certains dans le sport pour son manque de constance, et pour son style de jeu trop individualiste. En 2017, Mina Rzouki de ESPN FC a noté que « Cuadrado doit encore apprendre l'art de faire des courses décisives de manière régulière. Toujours naïf et capable de ralentir un match malgré sa vitesse, il ne possède pas l'intelligence footballistique d'un joueur exceptionnel. »

## Statistiques

### Détaillées
Ce tableau résume les statistiques en carrière de Juan Cuadrado.

| Saison                | Club                   | Championnat           | Championnat | Championnat | Championnat | Coupe nationale | Coupe nationale | Coupe nationale | Coupe de la Ligue | Coupe de la Ligue | Coupe de la Ligue | Supercoupe | Supercoupe | Supercoupe | Compétition(s) continentale(s) | Compétition(s) continentale(s) | Compétition(s) continentale(s) | Compétition(s) continentale(s) | Colombie | Colombie | Colombie | Total | Total | Total |
| Saison                | Club                   | Division              | M.          | B.          | P.d.        | M.              | B.              | P.d.            | M.                | B.                | P.d.              | M.         | B.         | P.d.       | Comp.                          | M.                             | B.                             | P.d.                           | M.       | B.       | P.d.     | M.    | B.    | P.d.  |
| 2008                  | Independiente Medellín | Apertura              | 21          | 2           | 1           | -               | -               | -               | -                 | -                 | -                 | -          | -          | -          | -                              | -                              | -                              | -                              | -        | -        | -        | 21    | 2     | 1     |
| 2009                  | Independiente Medellín | Apertura              | 9           | 0           | 1           | -               | -               | -               | -                 | -                 | -                 | -          | -          | -          | CL                             | 2                              | 0                              | 0                              | -        | -        | -        | 11    | 0     | 1     |
| Sous-total            | Sous-total             | Sous-total            | 30          | 2           | 2           | -               | -               | -               | -                 | -                 | -                 | -          | -          | -          | -                              | 2                              | 0                              | 0                              | -        | -        | -        | 32    | 2     | 2     |
| 2009-2010             | Udinese Calcio         | Serie A               | 11          | 0           | 0           | 1               | 0               | 0               | -                 | -                 | -                 | -          | -          | -          | -                              | -                              | -                              | -                              | -        | -        | -        | 12    | 0     | 0     |
| 2010-2011             | Udinese Calcio         | Serie A               | 9           | 0           | 0           | 3               | 0               | 0               | -                 | -                 | -                 | -          | -          | -          | -                              | -                              | -                              | -                              | 7        | 1        | 0        | 19    | 1     | 0     |
| Sous-total            | Sous-total             | Sous-total            | 20          | 0           | 0           | 4               | 0               | 0               | -                 | -                 | -                 | -          | -          | -          | -                              | -                              | -                              | -                              | 7        | 1        | 0        | 31    | 1     | 0     |
| 2011-2012             | US Lecce (prêt)        | Serie A               | 33          | 3           | 2           | -               | -               | -               | -                 | -                 | -                 | -          | -          | -          | -                              | -                              | -                              | -                              | 4        | 1        | 0        | 37    | 4     | 2     |
| 2012-2013             | ACF Fiorentina         | Serie A               | 36          | 5           | 6           | 4               | 0               | 0               | -                 | -                 | -                 | -          | -          | -          | -                              | -                              | -                              | -                              | 9        | 1        | 1        | 49    | 6     | 7     |
| 2013-2014             | ACF Fiorentina         | Serie A               | 32          | 11          | 6           | 3               | 1               | 0               | -                 | -                 | -                 | -          | -          | -          | C3                             | 8                              | 3                              | 3                              | 13       | 2        | 4        | 56    | 17    | 13    |
| 2014-2015             | ACF Fiorentina         | Serie A               | 17          | 4           | 4           | 1               | 1               | 0               | -                 | -                 | -                 | -          | -          | -          | C3                             | 5                              | 1                              | 0                              | 4        | 0        | 0        | 27    | 6     | 4     |
| Sous-total            | Sous-total             | Sous-total            | 85          | 20          | 16          | 8               | 2               | 0               | -                 | -                 | -                 | -          | -          | -          | -                              | 13                             | 4                              | 3                              | 26       | 3        | 5        | 132   | 29    | 24    |
| 2014-2015             | Chelsea FC             | Premier League        | 12          | 0           | 1           | -               | -               | -               | 1                 | 0                 | 0                 | -          | -          | -          | C1                             | 1                              | 0                              | 0                              | 7        | 0        | 1        | 21    | 0     | 2     |
| 2015-2016             | Chelsea FC             | Premier League        | 1           | 0           | 0           | -               | -               | -               | -                 | -                 | -                 | -          | -          | -          | -                              | -                              | -                              | -                              | -        | -        | -        | 1     | 0     | 0     |
| Sous-total            | Sous-total             | Sous-total            | 13          | 0           | 1           | -               | -               | -               | 1                 | 0                 | 0                 | -          | -          | -          | -                              | 1                              | 0                              | 0                              | 7        | 0        | 1        | 22    | 0     | 2     |
| 2015-2016             | Juventus FC (prêt)     | Serie A               | 28          | 4           | 5           | 4               | 0               | 2               | -                 | -                 | -                 | -          | -          | -          | C1                             | 8                              | 1                              | 0                              | 11       | 1        | 3        | 51    | 6     | 10    |
| 2016-2017             | Juventus FC (prêt)     | Serie A               | 30          | 2           | 6           | 3               | 0               | 2               | -                 | -                 | -                 | -          | -          | -          | C1                             | 12                             | 1                              | 1                              | 9        | 1        | 2        | 54    | 4     | 11    |
| 2017-2018             | Juventus FC            | Serie A               | 21          | 4           | 6           | 1               | 0               | 1               | -                 | -                 | -                 | 1          | 0          | 0          | C1                             | 6                              | 1                              | 1                              | 9        | 1        | 1        | 38    | 6     | 9     |
| 2018-2019             | Juventus FC            | Serie A               | 18          | 1           | 2           | -               | -               | -               | -                 | -                 | -                 | -          | -          | -          | C1                             | 5                              | 0                              | 1                              | 10       | 0        | 2        | 33    | 1     | 5     |
| 2019-2020             | Juventus FC            | Serie A               | 33          | 2           | 6           | 5               | 0               | 0               | -                 | -                 | -                 | 1          | 0          | 0          | C1                             | 6                              | 1                              | 1                              | 6        | 0        | 0        | 51    | 3     | 7     |
| 2020-2021             | Juventus FC            | Serie A               | 29          | 2           | 8           | 3               | 0               | 1               | -                 | -                 | -                 | 1          | 0          | 1          | C1                             | 6                              | 0                              | 6                              | 11       | 0        | 3        | 50    | 2     | 19    |
| 2021-2022             | Juventus FC            | Serie A               | 33          | 3           | 3           | 5               | 1               | 1               | -                 | -                 | -                 | -          | -          | -          | C1                             | 7                              | 0                              | 0                              | 10       | 1        | 1        | 55    | 5     | 5     |
| 2022-2023             | Juventus FC            | Serie A               | 31          | 1           | 3           | 2               | 1               | 0               | -                 | -                 | -                 | -          | -          | -          | C1+C3                          | 6+8                            | 0+0                            | 1+0                            | 5        | 2        | 1        | 52    | 4     | 5     |
| Sous-total            | Sous-total             | Sous-total            | 219         | 21          | 39          | 21              | 2               | 7               | 0                 | 0                 | 0                 | 3          | 0          | 1          | -                              | 64                             | 4                              | 14                             | 72       | 6        | 13       | 379   | 33    | 74    |
| 2023-2024             | Inter Milan            | Serie A               | 10          | 0           | 2           | -               | -               | -               | -                 | -                 | -                 | -          | -          | -          | C1                             | 2                              | 0                              | 0                              | 1        | 0        | 0        | 13    | 0     | 2     |
| 2024-2025             | Atalanta Bergame       | Serie A               | 23          | 0           | 2           | 1               | 0               | 0               | -                 | -                 | -                 | -          | -          | -          | C1                             | 8                              | 0                              | 0                              | 0        | 0        | 0        | 32    | 0     | 2     |
| Total sur la carrière | Total sur la carrière  | Total sur la carrière | 435         | 44          | 64          | 36              | 4               | 7               | 1                 | 0                 | 0                 | 3          | 0          | 1          | -                              | 90                             | 8                              | 17                             | 116      | 11       | 19       | 681   | 67    | 108   |

### En sélection nationale
| Saison                | Sélection             | Phases finales          | Phases finales | Phases finales | Phases finales | Éliminatoires CDM | Éliminatoires CDM | Éliminatoires CDM | Matchs amicaux | Matchs amicaux | Matchs amicaux | Total | Total | Total |
| Saison                | Sélection             | Compétition             | M              | B              | Pd             | M                 | B                 | Pd                | M              | B              | Pd             | M     | B     | Pd    |
| --------------------- | --------------------- | ----------------------- | -------------- | -------------- | -------------- | ----------------- | ----------------- | ----------------- | -------------- | -------------- | -------------- | ----- | ----- | ----- |
| 2010-2011             | Colombie              | Copa América 2011       | 1              | 0              | 0              | -                 | -                 | -                 | 6              | 1              | 0              | 7     | 1     | 0     |
| 2011-2012             | Colombie              | -                       | -              | -              | -              | 2                 | 0                 | 0                 | 2              | 1              | 0              | 4     | 1     | 0     |
| 2012-2013             | Colombie              | -                       | -              | -              | -              | 6                 | 0                 | 0                 | 3              | 1              | 1              | 9     | 1     | 1     |
| 2013-2014             | Colombie              | Coupe du monde 2014     | 5              | 1              | 4              | 3                 | 0                 | 0                 | 5              | 1              | 0              | 13    | 2     | 4     |
| 2014-2015             | Colombie              | Copa América 2015       | 4              | 0              | 0              | -                 | -                 | -                 | 7              | 0              | 1              | 11    | 0     | 1     |
| 2015-2016             | Colombie              | Copa América Centenario | 6              | 0              | 1              | 4                 | 0                 | 2                 | 1              | 1              | 0              | 11    | 1     | 3     |
| 2016-2017             | Colombie              | -                       | -              | -              | -              | 7                 | 1                 | 1                 | 2              | 0              | 1              | 9     | 1     | 2     |
| 2017-2018             | Colombie              | Coupe du monde 2018     | 4              | 1              | 1              | 4                 | 0                 | 0                 | 1              | 0              | 0              | 9     | 1     | 1     |
| 2018-2019             | Colombie              | Copa América 2019       | 4              | 0              | 0              | -                 | -                 | -                 | 6              | 0              | 2              | 10    | 0     | 2     |
| 2019-2020             | Colombie              | -                       | -              | -              | -              | -                 | -                 | -                 | 6              | 0              | 0              | 6     | 0     | 0     |
| 2020-2021             | Colombie              | Copa América 2021       | 6              | 1              | 1              | 6                 | 0                 | 2                 | -              | -              | -              | 12    | 1     | 3     |
| 2021-2022             | Colombie              | -                       | -              | -              | -              | 10                | 1                 | 1                 | -              | -              | -              | 10    | 1     | 1     |
| 2022-2023             | Colombie              | -                       | -              | -              | -              | -                 | -                 | -                 | 4              | 1              | 2              | 4     | 1     | 2     |
| 2023-2024             | Colombie              | Copa América 2024       | -              | -              | -              | 1                 | 0                 | 0                 | -              | -              | -              | 1     | 0     | 0     |
| Total sur la carrière | Total sur la carrière | Total sur la carrière   | 30             | 3              | 7              | 43                | 2                 | 6                 | 43             | 6              | 7              | 116   | 11    | 20    |

### Buts en sélection
| Buts internationaux de Juan Cuadrado | Buts internationaux de Juan Cuadrado | Buts internationaux de Juan Cuadrado                       | Buts internationaux de Juan Cuadrado | Buts internationaux de Juan Cuadrado | Buts internationaux de Juan Cuadrado | Buts internationaux de Juan Cuadrado       |
| 0                                    | Date                                 | Lieu                                                       | Adversaire                           | Score                                | Résultats                            | Compétitions                               |
| ------------------------------------ | ------------------------------------ | ---------------------------------------------------------- | ------------------------------------ | ------------------------------------ | ------------------------------------ | ------------------------------------------ |
| 1                                    | 3 septembre 2010                     | Estadio José Antonio Anzoátegui, Puerto La Cruz, Venezuela | Venezuela                            | 0-1                                  | 0-2                                  | Match amical                               |
| 2                                    | 29 février 2012                      | Sun Life Stadium, Miami, États-Unis                        | Mexique                              | 2-0                                  | 0-2                                  | Match amical                               |
| 3                                    | 14 janvier 2012                      | MetLife Stadium, East Rutherford, États-Unis               | Brésil                               | 1-0                                  | 1-1                                  | Match amical                               |
| 4                                    | 6 juin 2014                          | Estadio Pedro Bidegain, Bueno Aires, Argentine             | Jordanie                             | 2-0                                  | 3-0                                  | Match amical                               |
| 5                                    | 26 juin 2014                         | Arena Pantanal, Cuiabá, Brésil                             | Japon                                | 1-0                                  | 4-1                                  | Coupe du monde 2014                        |
| 6                                    | 29 mai 2016                          | Marlins Park, Miami, États-Unis                            | Haïti                                | 2-1                                  | 3-1                                  | Match amical                               |
| 7                                    | 28 mars 2017                         | Estadio Olímpico Atahualpa, Équateur                       | Équateur                             | 0-1                                  | 0-2                                  | Éliminatoires de la Coupe du monde de 2018 |
| 8                                    | 24 juin 2018                         | Kazan Arena, Kazan, Russie                                 | Pologne                              | 3-0                                  | 3-0                                  | Coupe du monde 2018                        |

## Palmarès
| Chelsea FC (2)                                                                                | Juventus FC (11) | Inter Milan (1)                               |
| --------------------------------------------------------------------------------------------- | --- | --------------------------------------------- |
| - Championnat d'Angleterre (1) - Champion en 2015 - Coupe de la Ligue (1) - Vainqueur en 2015 | - Championnat d'Italie (5) - Champion en 2016, 2017, 2018, 2019 et 2020 - Coupe d'Italie (3) - Vainqueur en 2016, 2017 et 2018 - Finaliste en 2020 - Supercoupe d'Italie (3) - Vainqueur en 2015, 2018 et 2020 - Finaliste en 2016, 2017, 2019 et 2021 - Ligue des champions - Finaliste en 2017 | - Championnat d'Italie (1) - Champion en 2024 |

### En équipe nationale
| Colombie |
| --- |
| - Coupe du Monde - Quart de finale en 2014 - Copa América - 3e en 2016 et 2021 - Individuellement - 116 matchs, 11 buts et 20 passes décisives. |

### Distinctions personnelles
- Membre de l'équipe-type de Serie A en 2013-2014.
- Meilleur passeur de la Coupe du monde 2014 avec 4 passes décisives.
- Meilleur passeur de la Ligue des champions de l'UEFA en 2021 avec 6 passes décisives.